# Eufrazijeva bazilika
Eufrazijeva bazilika (Eufrazijana) u Poreču jedan je od najljepših sačuvanih spomenika rane bizantske umjetnosti na Sredozemlju. Izgrađena je u 6. stoljeću na mjestu ranokršćanske crkve, u vrijeme biskupa Eufrazija i cara Justinijana I., a nalazi se u biskupskom kompleksu. Godine 1997. UNESCO ju je proglasio Svjetskom kulturnom baštinom.
Sustav Eufrazijeve bazilike čine znamenite građevine: Eufrazijeva bazilika, Župna crkva, Sakristija i cela trikora, Krstionica i zvonik, Maurov oratorij, kao i obližnji biskupski dvor, za koji je najnovijim istraživanjima utvrđeno da pripada istom bizantskom razdoblju kao i bazilika. U njemu je odnedavna smještena sakralna zbirka Porečko-pulske biskupije. Uz prezentaciju arheoloških ostataka, u prvom redu mozaika datiranih već u 3. st., u kompleksu možemo razgledati vrijedne sakralne spomenike i umjetničke predmete starokršćanskoga, ranobizantskog i srednjovjekovnog razdoblja.
Bazilika, zapravo katedrala Uznesenja Marijina, počela se graditi 553. na temeljima ranije trobrodne bazilike. Do danas je doživjela niz promjena, pa na izvornom zdanju iz ranokršćanskog perioda stoji treća crkva u gotičkom stilu. Iako su samu zgradu oštetili potresi, ratovi i požari, autentični podni mozaici iz 5. st. ostali su sačuvani i reprezentativan su primjerak ranokršćanskog slikarstva. Prikaz Krista, te likovi mučenika i mučenica, kao i fascinantna kompozicija Bogorodice na prijestolju zadivljuju izradom filigranske finoće. Najstariji pak fragmenti mozika datiraju u 3. st.
Blještavi mozaici, kojima su oslikani unutrašnjost i pročelje crkve, idu u red najljepših sačuvanih djela bizantske umjetnosti. Mozaicima su iznad apside predstavljeni apostoli s Isusom, u centralnom dijelu tadašnji biskup Eufrazije s maketom bazilike, anđeli čuvari, Djevica Marija s Isusom u krilu, domaći sveci mučenici, posebice sveti Mauro – prvi biskup, potom mučenik i zaštitnik grada Poreča i cijele istarske biskupije. Uz sam rub slavoluka poredani su polukružno "medaljoni" s likovima mučenica. Dva glavna mozaična prikazanja predstavljaju Navještenje i Vizitaciju koja predstavlja umjetničku rijetkost jer je Blažena Djevica Marija prikazana trudna u susretu s Elizabetom. Trobrodnu katedralu nose dva reda vitkih mramornih stupova s raskošnim kapitelima. 
Remek-djela u Eufrazijevoj bazilici nisu prestala s dovršetkom njene gradnje. Sedam stoljeća poslije Eufrazija, porečki biskup Oton dao je izvesti veliki mramorni ciborij koji je izgrađen 1277. godine.

## Galerija
- Mozaici u oltarskoj apsidi, iznad ciborija
- Glavni brod
- Ulazni portal Eufrazijane
- Atrij i bazilika sa zvonika
- Ostaci ranokršćanske rimske crkve u atriju bazilike
- Mozaik apside s Eufrazijem (lijevo) kako Gospi nudi model bazilike
- Kupola krstionice
- Podni mozaik sa simbolom ribe
- Mozaik iznad ulaza u kompleks

## Vanjske poveznice
- Ranokršćanski kompleks Eufrazijeve bazilike u Poreču  Arhivirana inačica izvorne stranice od 5. lipnja 2011. (Wayback Machine) s kartom i fotografijama
- Eufrazijeva bazilika na sitiunescoadriatico.org  Arhivirana inačica izvorne stranice od 25. svibnja 2011. (Wayback Machine)
- Eufrazijeva bazilika na parentium.com
- Eufrazijeva bazilika na adrigate.com

### Ostali projekti
|  | Zajednički poslužitelj ima još gradiva o temi Eufrazijeva bazilika |